# Dampierre-sur-Salon
Dampierre-sur-Salon – miejscowość i gmina we Francji, w regionie Burgundia-Franche-Comté, w departamencie Górna Saona. Nazwa miejscowości pochodzi od imienia św. Piotra.
Według danych na rok 1990 gminę zamieszkiwało 1227 osób, a gęstość zaludnienia wynosiła 65 osób/km² (wśród 1786 gmin Franche-Comté Dampierre-sur-Salon plasuje się na 132. miejscu pod względem liczby ludności, natomiast pod względem powierzchni na miejscu 127.).